# 2. florbalová liga mužů 2005/2006
2. florbalová liga mužů 2005/2006 byla 13. ročníkem druhé nejvyšší mužské florbalové soutěže v Česku. Byl to poslední ročník, ve kterém se soutěž jmenovala 2. liga. Od dalšího ročníku se jméno změnilo na 1. liga.
Základní část soutěže hrálo 12 týmů systémem dvakrát každý s každým. Poprvé se hrálo play-off, do kterého postoupilo prvních osm týmů. Poslední čtyři týmy hrály o sestup.
Vítězem ročníku se stal tým TJ Sokol Královské Vinohrady po porážce týmu FBC Vikings Kopřivnice ve finále. Vinohrady tak jen dva roky od svého postupu do 2. ligy postoupily do Extraligy, kde nahradily sestupující tým SK FBC Třinec. I pro Kopřivnici byla účast ve finále a extraligové baráži největším úspěchem v historii klubu.
1. liga měla v této sezóně pět nových účastníků. Po prohře v prvoligovém play-down v předchozím ročníku sestoupil do 2. ligy tým Akcent Sparta Praha. Naopak z divizí 3. ligy v minulé sezóně postoupily týmy TJ Znojmo, SK Bivoj Litvínov, FBC Playmakers Prostějov a Sokol Erupting Dragons H. Brod. Prostějov a Brod se v play-down neudržely a sestoupily zpět. Naopak Litvínov a Znojmo se probojovaly až do play-off.
Dále sestoupil B tým Tatranu Střešovice, protože od následující sezóny nemohly B týmy oddílů, které mají A tým v Extralize, hrát 2. ligu. Sestupující týmy byly v následující sezóně nahrazeny vítězi divizí 2. ligy, týmy FBC DDM Kadaň, FTS Florbal Náchod a Paskov Saurians.

## Základní část
| Poř. | Tým                            | Záp. | Výh. | Rem. | Pro. | Branky    | Body |
| ---- | ------------------------------ | ---- | ---- | ---- | ---- | --------- | ---- |
| 1.   | Akcent Sparta Praha            | 22   | 19   | 1/0  | 2    | 174 : 980 | 58   |
| 2.   | TJ Znojmo                      | 22   | 16   | 2/1  | 4    | 169 : 970 | 51   |
| 3.   | FBŠ Asics Jihlava              | 22   | 13   | 3/0  | 6    | 157 : 137 | 42   |
| 4.   | TJ Sokol Královské Vinohrady   | 22   | 12   | 3/0  | 7    | 140 : 105 | 39   |
| 5.   | SK Bivoj Litvínov              | 22   | 10   | 1/1  | 11   | 146 : 146 | 32   |
| 6.   | SKP Litolica Nymburk           | 22   | 9    | 3/0  | 10   | 130 : 133 | 30   |
| 7.   | FBC Vikings Kopřivnice         | 22   | 10   | 0/0  | 12   | 139 : 142 | 30   |
| 8.   | TJ MEZ Vsetín                  | 22   | 8    | 1/0  | 13   | 125 : 149 | 25   |
| 9.   | ASK Orka Stará Boleslav        | 22   | 6    | 5/1  | 11   | 101 : 109 | 24   |
| 10.  | Tatran Střešovice B            | 22   | 5    | 5/3  | 12   | 128 : 171 | 23   |
| 11.  | FBC Playmakers Prostějov       | 22   | 7    | 0/0  | 15   | 135 : 187 | 21   |
| 12.  | Sokol Erupting Dragons H. Brod | 22   | 5    | 0/0  | 17   | 111 : 181 | 15   |

O pořadí na 6. a 7. místě rozhodla vzájemná utkání týmů SKP Litolica Nymburk a FBC Vikings Kopřivnice.

## Play off
Jednotlivá kola play-off se hrála na poprvé na dva vítězné zápasy.

### Pavouk
|  | Čtvrtfinále (na zápasy)      | Čtvrtfinále (na zápasy)      |                              |   | Semifinále (na zápasy) | Semifinále (na zápasy) |  |  | Finále (na zápasy) | Finále (na zápasy) |
|  |                              |                              |                              |   |                        |                        |  |  |                    |                    |
|  |                              |                              |                              |   |                        |                        |  |  |                    |                    |
|  | FBŠ Asics Jihlava            | 2                            |                              |   |                        |                        |  |  |                    |                    |
|  | FBŠ Asics Jihlava            | 2                            |                              |   |                        |                        |  |  |                    |                    |
|  | SKP Litolica Nymburk         | 0                            |                              |   |                        |                        |  |  |                    |                    |
|  | SKP Litolica Nymburk         | 0                            | FBŠ Asics Jihlava            | 0 |                        |                        |  |  |                    |                    |
|  |                              |                              | FBŠ Asics Jihlava            | 0 |                        |                        |  |  |                    |                    |
|  |                              | TJ Sokol Královské Vinohrady | 2                            |   |                        |                        |  |  |                    |                    |
|  | TJ Sokol Královské Vinohrady | TJ Sokol Královské Vinohrady | 2                            | 2 |                        |                        |  |  |                    |                    |
|  | TJ Sokol Královské Vinohrady |                              |                              | 2 |                        |                        |  |  |                    |                    |
|  | SK Bivoj Litvínov            | 1                            |                              |   |                        |                        |  |  |                    |                    |
|  | SK Bivoj Litvínov            | 1                            | TJ Sokol Královské Vinohrady | 2 |                        |                        |  |  |                    |                    |
|  |                              |                              | TJ Sokol Královské Vinohrady | 2 |                        |                        |  |  |                    |                    |
|  |                              | FBC Vikings Kopřivnice       | 0                            |   |                        |                        |  |  |                    |                    |
|  | Akcent Sparta Praha          | FBC Vikings Kopřivnice       | 0                            | 2 |                        |                        |  |  |                    |                    |
|  | Akcent Sparta Praha          |                              |                              | 2 |                        |                        |  |  |                    |                    |
|  | TJ MEZ Vsetín                | 0                            |                              |   |                        |                        |  |  |                    |                    |
|  | TJ MEZ Vsetín                | 0                            | Akcent Sparta Praha          | 0 |                        |                        |  |  |                    |                    |
|  |                              |                              | Akcent Sparta Praha          | 0 |                        |                        |  |  |                    |                    |
|  |                              | FBC Vikings Kopřivnice       | 2                            |   |                        |                        |  |  |                    |                    |
|  | TJ Znojmo                    | FBC Vikings Kopřivnice       | 2                            | 0 |                        |                        |  |  |                    |                    |
|  | TJ Znojmo                    |                              |                              | 0 |                        |                        |  |  |                    |                    |
|  | FBC Vikings Kopřivnice       | 2                            |                              |   |                        |                        |  |  |                    |                    |
|  | FBC Vikings Kopřivnice       | 2                            |                              |   |                        |                        |  |  |                    |                    |

### Baráž
Poražený finalista, tým FBC Vikings Kopřivnice, prohrál v extraligové baráži proti týmu Sokol Pardubice.

## Play-down
Protože od následující sezóny nemohly B týmy oddílů, které mají A tým v Extralize hrát 2. ligu, byl tým Tatran Střešovice B automaticky považován za poslední a sestoupil. Ostatní týmy hrály play-down o udržení na dva vítězné zápasy. V prvním kole hrály dva poslední týmy mimo Tatranu. Vítěz hrál proti týmu na devátém místě ve druhém kole. Vítěz druhého kola se udržel ve 2. lize. Ostatní týmy sestoupily.

### Pavouk
|  | 1. kolo (na zápasy) | 1. kolo (na zápasy)      | 1. kolo (na zápasy)     |                          |   | 2. kolo (na zápasy) | 2. kolo (na zápasy) | 2. kolo (na zápasy) |  |  |  |  |  |
|  |                     |                          |                         |                          |   |                     |                     |                     |  |  |  |  |  |
|  |                     |                          |                         |                          |   |                     |                     |                     |  |  |  |  |  |
|  |                     | 9.                       | ASK Orka Stará Boleslav | 2                        |   |                     |                     |                     |  |  |  |  |  |
|  |                     |                          |                         | 2                        |   |                     |                     |                     |  |  |  |  |  |
|  |                     |                          |                         | FBC Playmakers Prostějov | 1 |                     |                     |                     |  |  |  |  |  |
|  | 10.                 | FBC Playmakers Prostějov | 2                       | FBC Playmakers Prostějov | 1 |                     |                     |                     |  |  |  |  |  |
|  | 10.                 | FBC Playmakers Prostějov | 2                       |                          |   |                     |                     |                     |  |  |  |  |  |
|  | 11.                 | Sokol H. Brod            | 0                       |                          |   |                     |                     |                     |  |  |  |  |  |

## Konečné pořadí
| Pořadí           | Tým                            |
| ---------------- | ------------------------------ |
| Zlatá medaile    | TJ Sokol Královské Vinohrady   |
| Stříbrná medaile | FBC Vikings Kopřivnice         |
| Bronzová medaile | Akcent Sparta Praha            |
| 4.               | FBŠ Asics Jihlava              |
| 5.               | TJ Znojmo                      |
| 6.               | SK Bivoj Litvínov              |
| 7.               | SKP Litolica Nymburk           |
| 8.               | TJ MEZ Vsetín                  |
| 9.               | ASK Orka Stará Boleslav        |
| 10.              | FBC Playmakers Prostějov       |
| 11.              | Sokol Erupting Dragons H. Brod |
| 12.              | Tatran Střešovice B            |